# Нидерланды на «Детском Евровидении — 2022»
Нидерланды участвовали на «Детском Евровидении — 2022», которое состоялось 11 декабря 2022 года в Ереване, Армения. Национальный вещатель AVROTROS выбрал Луну Сабеллу с песней «La festa» на национальном отборе «Junior Songfestival 2022», который состоялся 24 сентября 2022 года. Она заняла седьмое место, набрав 128 баллов.

## Предыстория
По состоянию на 2022 год, Нидерланды — единственная страна, участвовавшая во всех конкурсах «Детского Евровидения» (начиная с самого первого, состоявшегося в 2003 году в Копенгагене, Дания). Нидерланды выигрывали конкурс единожды, в 2009 году, с песней «Click Clack», которую исполнил Ральф Макенбах. На «Детском Евровидении — 2021», проходившем в Париже, Франция, Аяна представляла Нидерланды с песней «Mata Sugu Aō Ne», которая содержала в себе английский, нидерландский и японский языки. Она заняла последнее, девятнадцатое, место, набрав 43 балла, принеся Нидерландам худший результат за всю историю участия на «Детском Евровидении».

## Национальный отбор
AVROTROS выбрал представителя от Нидерландов в рамках национального отбора «Junior Songfestival 2022», который транслировался по телевидению, 24 сентября 2022 года на сцене RTM в Роттердаме, которая является частью Rotterdam Ahoy.
Вскоре, после национального отбора на конкурс 2021 года, AVROTROS открыл окно подачи заявок для певцов, желающих представить Нидерланды на конкурсе 2022 года. После завершения подачи заявок в феврале, NPO Zapp обнародовал список певцов, прошедших на прослушивания, которые состоялось в марте 2022 года. Финалисты прослушиваний были объявлены 10 и 17 июня 2022 года во время двух выпусков, опубликованных на официальном YouTube-канале Junior Songfestival. Двадцать три исполнителя прошли прослушивания, и четырнадцать из них были объявлены финалистами. Четыре участника, принявших участие в национальном отборе, были объявлены 24 июня 2022 года.
| Участник     | Песня               | Автор(-ы) песен                         | Язык(-и)                  |
| ------------ | ------------------- | --------------------------------------- | ------------------------- |
| High5        | «Because I Know»    | Джулиан Вале и Максин ван Брейкелен     | Английский, нидерландский |
| Infinity     | «Never Ever»        | Джермейн ван дер Богт и Виллем Лазеромс | Английский, нидерландский |
| Луна Сабелла | «La festa»          | Роберт Дорн                             | Английский, нидерландский |
| Mixed Up     | «It Doesn't Matter» | Джермейн ван дер Богт и Виллем Лазеромс | Английский, нидерландский |

Финал национального отбора состоялся 24 сентября 2022 года, ведущими которого были Мэтью (представитель Нидерландов на «Детском Евровидении — 2019») и Стефания (представительница Нидерландов на «Детском Евровидении — 2016» в составе группы «Kisses» и представительница Греции на «Евровидении-2021»). Во время онлайн-голосования финалисты исполнили общую тематическую песню под названием «Living in the Moment». Победитель был определён комбинацией голосов от детского жюри (33%), взрослого жюри (33%) и телеголосования (33%). В состав детского жюри вошли Аяна (представительница Нидерландов на «Детском Евровидении — 2021»), Shine и Присцилла — финалисты «Junior Songfestival 2021», а в состав профессионального (взрослого) жюри — Шанталь Янзен (одна из четырёх ведущих «Евровидения-2021»), Флемминг и Глен Фариа. Шоу посмотрели 187 тысяч зрителей с долей 5.2%. По сравнению с 2021 годом, количество зрителей увеличилось на 45 тысяч, в то время как доля — на 1.3%.
| №  | Участник     | Песня               | Детское жюри | Взрослое жюри | Телезрители | Всего | Место |
| -- | ------------ | ------------------- | ------------ | ------------- | ----------- | ----- | ----- |
| 01 | Infinity     | «Never Ever»        | 8            | 8             | 8           | 24    | 4     |
| 02 | Mixed Up     | «It Doesn't Matter» | 10           | 10            | 10          | 30    | 2     |
| 03 | High5        | «Because I Know»    | 9            | 9             | 9           | 27    | 3     |
| 04 | Луна Сабелла | «La festa»          | 12           | 12            | 12          | 36    | 1     |

## На «Детском Евровидении»

### Трансляция
Финал конкурса транслировали телеканалы NPO 3 и NPO Zapp, комментаторами которых были Барт Аренс и Мэтью Хинзен. После конкурса было объявлено, что рейтинги конкурса в Нидерландах, по сравнению с предыдущим годом, увеличились почти на 40%. Шоу в среднем посмотрели 279 тысяч зрителей с долей 1.7%, 879 тысяч зрителей посмотрели хотя бы одну минуту шоу, а также конкурс в тот день, 11 декабря 2022 года, стал самым просматриваемым шоу на NPO 3.

### Выступление
Порядок выступления стран-участниц «Детского Евровидения — 2022» был определён 5 декабря 2022 года: Нидерланды выступили под первым номером — перед Польшей. Луна участвовала на репетициях, которые состоялись 7 и 9 декабря 2022 года, за которыми последовало «шоу для жюри», которое состоялось вечером 10 декабря 2022 года. Результаты голосования нидерландского жюри объявил Ральф Макенбах — победитель «Детского Евровидения — 2009».

### Голосование
На конкурсе была вновь использована та система голосования, которая была введена в 2017 году, где результаты определяются суммой баллов онлайн-голосования (50%) и голосования жюри (50%). В каждой стране-участнице было национальное жюри, состоящее из 5 человек: трое из них — профессионалы музыкальной индустрии, а двое — дети в возрасте от 10 до 15 лет, которые должны были быть гражданами страны, от имени которой они голосовали.
Онлайн-голосование состояло из двух этапов: первый этап онлайн-голосования начался 9 декабря 2022 года, когда на сайте конкурса (junioreurovision.tv) были показаны отрывки репетиций участников, после чего зрители смогли проголосовать за 3 участников. Первый этап онлайн-голосования завершился 11 декабря 2022 года в 15:59 по центральноевропейскому времени. Второй этап онлайн-голосования начался сразу после последнего, шестнадцатого, выступления и длился 15 минут.
По итогам голосования Нидерланды заняли 7-е место, набрав 128 баллов: по итогам голосования жюри Нидерланды заняли 7-е место с 58 баллами, а по итогам онлайн-голосования — 4-е место с 70 баллами.
| Баллы                                                      | Страна                                       |
| ---------------------------------------------------------- | -------------------------------------------- |
| 12 баллов                                                  |                                              |
| 10 баллов                                                  |                                              |
| 8 баллов                                                   | Испания Мальта                               |
| 7 баллов                                                   | Албания Великобритания                       |
| 6 баллов                                                   | Армения Сербия                               |
| 5 баллов                                                   |                                              |
| 4 балла                                                    | Ирландия                                     |
| 3 балла                                                    | Казахстан Северная Македония Украина Франция |
| 2 балла                                                    |                                              |
| 1 балл                                                     |                                              |
| Нидерланды получили 70 баллов по итогам онлайн-голосования |                                              |

| Баллы     | Страна             |
| --------- | ------------------ |
| 12 баллов | Франция            |
| 10 баллов | Сербия             |
| 8 баллов  | Грузия             |
| 7 баллов  | Ирландия           |
| 6 баллов  | Великобритания     |
| 5 баллов  | Армения            |
| 4 балла   | Португалия         |
| 3 балла   | Испания            |
| 2 балла   | Польша             |
| 1 балл    | Северная Македония |

### Подробные результаты голосования
| Подробные результаты голосования Нидерландов | Подробные результаты голосования Нидерландов | Подробные результаты голосования Нидерландов | Подробные результаты голосования Нидерландов | Подробные результаты голосования Нидерландов | Подробные результаты голосования Нидерландов | Подробные результаты голосования Нидерландов | Подробные результаты голосования Нидерландов | Подробные результаты голосования Нидерландов | Подробные результаты голосования Нидерландов |
| №                                            | Страна                                       | Судья A                                      | Судья B                                      | Судья C                                      | Судья D                                      | Судья E                                      | Место                                        | Баллы                                        |                                              |
| -------------------------------------------- | -------------------------------------------- | -------------------------------------------- | -------------------------------------------- | -------------------------------------------- | -------------------------------------------- | -------------------------------------------- | -------------------------------------------- | -------------------------------------------- | -------------------------------------------- |
| 1                                            | Нидерланды                                   |                                              |                                              |                                              |                                              |                                              |                                              |                                              |                                              |
| 2                                            | Польша                                       | 11                                           | 5                                            | 8                                            | 11                                           | 5                                            | 9                                            | 2                                            |                                              |
| 3                                            | Казахстан                                    | 15                                           | 10                                           | 14                                           | 15                                           | 15                                           | 14                                           |                                              |                                              |
| 4                                            | Мальта                                       | 14                                           | 14                                           | 15                                           | 13                                           | 14                                           | 15                                           |                                              |                                              |
| 5                                            | Италия                                       | 12                                           | 9                                            | 13                                           | 5                                            | 12                                           | 11                                           |                                              |                                              |
| 6                                            | Франция                                      | 5                                            | 2                                            | 5                                            | 2                                            | 1                                            | 1                                            | 12                                           |                                              |
| 7                                            | Албания                                      | 10                                           | 7                                            | 10                                           | 14                                           | 10                                           | 12                                           |                                              |                                              |
| 8                                            | Грузия                                       | 2                                            | 4                                            | 2                                            | 7                                            | 6                                            | 3                                            | 8                                            |                                              |
| 9                                            | Ирландия                                     | 4                                            | 8                                            | 1                                            | 9                                            | 8                                            | 4                                            | 7                                            |                                              |
| 10                                           | Северная Македония                           | 3                                            | 6                                            | 12                                           | 10                                           | 13                                           | 10                                           | 1                                            |                                              |
| 11                                           | Испания                                      | 13                                           | 15                                           | 6                                            | 3                                            | 3                                            | 8                                            | 3                                            |                                              |
| 12                                           | Великобритания                               | 7                                            | 13                                           | 4                                            | 1                                            | 7                                            | 5                                            | 6                                            |                                              |
| 13                                           | Португалия                                   | 9                                            | 3                                            | 7                                            | 4                                            | 9                                            | 7                                            | 4                                            |                                              |
| 14                                           | Сербия                                       | 1                                            | 1                                            | 11                                           | 8                                            | 2                                            | 2                                            | 10                                           |                                              |
| 15                                           | Армения                                      | 6                                            | 12                                           | 3                                            | 6                                            | 4                                            | 6                                            | 5                                            |                                              |
| 16                                           | Украина                                      | 8                                            | 11                                           | 9                                            | 12                                           | 11                                           | 13                                           |                                              |                                              |

### Комментарии
1. 1 2  Содержит три повторяющихся слова на итальянском языке.